# Прусий Однозубый
Прусий Однозубый (др.-греч. Προυσίας Μονόδους) — живший во II веке до н. э. сын царя Вифинии Прусия II, возможный его соправитель.

## Биография
По свидетельству ряда древних авторов, у младшего сына Прусия II вместо верхних зубов была «сплошная прочная кость», что «не было уродливым или неудобным для использования». Прусий Однозубый родился во втором браке вифинского царя, заключенным с дочерью (или сестрой) правителя фракийского племени кенов Диэгила в первой половине 60-х годов II века до н. э. Её детям уже находящийся в преклонных годах Прусий II и решил передать свой трон.
Поэтому в 149 году до н. э. против Прусия II восстал его старший сын от Апамы Никомед, которому оказал помощь пергамский царь Аттал II. По всей видимости, по мнению О. Л. Габелко, уже достигший совершеннолетия Прусий Однозубый выступил в поддержку отца, однако большинство вифинцев склонились на сторону Никомеда. Прусий II был убит сторонниками старшего сына в храме Зевса в Никомедии. О дальнейшей судьбе Прусия Однозубого исторические источники не сообщают. Скорее всего, как отмечает и Климов О. Ю., младший сын Прусия II был также казнён.